# Sönnersttjärnen (Hällesjö socken, Jämtland)
Sönnersttjärnen är en sjö i Bräcke kommun i Jämtland och ingår i Ljungans huvudavrinningsområde. Sjön har en area på 0,068 kvadratkilometer och ligger 388,1 meter över havet. Sjön avvattnas av vattendraget Tivsjöån (Öraån).

## Delavrinningsområde
Sönnersttjärnen ingår i det delavrinningsområde (695808-151399) som SMHI kallar för Inloppet i Västanbäck-Örasjön. Medelhöjden är 425 meter över havet och ytan är 6,44 kvadratkilometer. Räknas de 2 avrinningsområdena uppströms in blir den ackumulerade arean 21,38 kvadratkilometer. Tivsjöån (Öraån) som avvattnar avrinningsområdet har biflödesordning 4, vilket innebär att vattnet flödar genom totalt 4 vattendrag innan det når havet efter 117 kilometer. Avrinningsområdet består mestadels av skog (93 procent). Avrinningsområdet har 0,26 kvadratkilometer vattenytor vilket ger det en sjöprocent på 4,1 procent.